# ジョー・アラスカイ
ジョー・アラスカイ（Joe Alaskay、1949年5月26日 - 2016年2月3日）はアメリカ合衆国の声優。ニューヨーク州 ウォーターライ出身。
ルーニー・テューンズにおいて、メル・ブランク亡き後、彼の演じた役を引き継いだ。

## 出演作品

### テレビアニメ
- アバター 伝説の少年アン （だんびら男 （第24話）、ディーラー （第47話））
- ヘイ・アーノルド!（兵士2）
- タイニー・トゥーンズ （プラッキー・ダック、ダフィー・ダック、ヨセミテ・サム 他）
- ダック・ドジャース （ダック・ドジャース、X-2）※エミー賞作品
- サムライジャック（エイリアン1）
- ラグラッツ（Grandpa Lou Pickles ） ※デビッド・ドイルからの引き継ぎ
  - ラグラッツ・ザ・ティーンズ（Grandpa Lou Pickles ）
- ルーニー・テューンズ （バッグス・バニー、ダフィー・ダック、シルベスター・キャット、トゥイティー、スピーディー・ゴンザレス、マービン・ザ・マーシャン） ※メル・ブランクからの引き継ぎ

### OVA
- ジャスティス・リーグ ニュー・フロンティア（バッグス・バニー）

### 映画
- キャスパー（スティンキーの声）
- フォレスト・ガンプ/一期一会（リチャード・ニクソンの声）
- ルーニー・テューンズ:バック・イン・アクション（バッグス・バニーの声）
- ロジャー・ラビット（ヨセミテ・サムの声）

### ゲーム
- スポンジ・ボブ